# Pleioblastus fortunei
La Pleioblastus fortunei és una espècie de bambú, del gènere Pleioblastus de la família de les poàcies, ordre de les poals, subclasse Commelinidae, classe Liliopsida, divisió dels magnoliofitins. Com a part de la problemàtica entre la classificació de les Arundinàries i els Pleioblastus, els botànics l'hi ha donat diversos noms i l'han situat en diversos gèneres: Pleioblastus variegatus (J.Dix) Makino, Sasa fortunei (Van Houtte) Fiori) i Arundinaria variegata (J.Dix) Makino) .
És originària del Japó, on se l'anomena Chigo-zasa. El seu nom llatí, fortunei, deriva de Robert Fortune, un botànic i viatger escocès.

## Descripció
El Pleioblastus fortunei és un bambú de tipus corredor que té una alçada d'entre els 30 cm. i el metre. Les seves fulles fan uns quinze centímetres i són a ratlles verdes i blanc trencat, cosa que dona a aquest bambú una imatge característica.
Arriba a suportar els -20 °C.